# Paradromius insularis
Paradromius insularis es una especie de escarabajo de la familia Carabidae.

## Distribución geográfica
Se distribuye por las islas Canarias, las islas Salvajes y Madeira.